# 詹姆斯·柯顿
詹姆斯·韦斯利·柯顿（英語：James Wesley Cotton，1975年12月14日—），美国NBA联盟职业篮球运动员。他在1997年的NBA选秀中第2轮第4顺位被丹佛掘金选中。